# 2004 en Ontario
Chronologie de l'Ontario
- 2000
- 2001
- 2002
- 2003
- 2004
- 2005
- 2006
- 2007
- 2008

Cette page concerne des événements d'actualité qui se sont produits durant l'année 2004 dans la province canadienne de l'Ontario.

## Politique
- Premier ministre : Dalton McGuinty du parti libéral de l'Ontario
- Chef de l'Opposition :
- Lieutenant-gouverneur :
- Législature : 38e

## Naissances
- 4 janvier : Peyton Kennedy, actrice.
- 9 octobre : Tomaso Sanelli, acteur.

## Décès
- 29 février : Nat Taylor, inventeur et producteur de film (° 1906).
- 4 juin : Brian Linehan (en), animateur de la télévision (° 3 septembre 1944).
- 14 juin : Jack McClelland (en), éditeur (° 30 juillet 1922).
- 29 juin : Alvin Hamilton (en), chef du Parti progressiste-conservateur de la Saskatchewan et député fédéral de Qu'Appelle (1957-1968) et Qu'Appelle—Moose Mountain en Saskatchewan (1972-1988) (° 30 mars 1912).
- 4 septembre : Moe Norman, golfeur (° 10 juillet 1929).
- 11 septembre : Leonard Birchall, militaire (° 6 juillet 1915).
- 15 septembre : Walter Stewart (en), journaliste (° 19 avril 1931).
- 19 octobre : 
  - Lewis Urry, ingénieur électrochimiste et inventeur (° 29 janvier 1927).
  - Kenneth Eugene Iverson, né le 17 décembre 1920 à Camrose (Alberta), décédé à Toronto, informaticien connu pour l'invention des langages APL et J.
- 13 novembre : Ellen Fairclough, députée fédérale de Hamilton-Ouest (1950-1963) et première femme à être première ministre du Canada par intérim du 19 et 20 février 1958 (° 28 janvier 1905).